# Michael Maskos
Michael Maskos (* 1967) ist ein deutscher Chemiker (Makromolekulare Chemie) und Hochschullehrer an der Johannes Gutenberg-Universität Mainz.
Maskos studierte Chemie an der Philipps-Universität Marburg, an der er 1995 promoviert wurde (Morphologische Untersuchungen an Polyelektrolyt-Tensid-Komplexen : Phasenübergänge durch Copolymerisation). 2009 habilitierte er sich in Mainz in Physikalischer Chemie und leitete danach zwei Jahre die Abteilung Dauerhaftigkeit von Polymeren an der Bundesanstalt für Materialforschung und -prüfung in Berlin. 2011 wurde er Professor an der Universität Mainz für Chemieingenieurwesen und Mikrofluidik. Gleichzeitig ist er Direktor des Fraunhofer-Instituts für Mikrotechnik und Mikrosysteme IMM in Mainz.
2015 erhielt er mit Oskar Nuyken (TU München) und Sebastian Koltzenburg (BASF) den Literaturpreis des Fonds der Chemischen Industrie für ihr Lehrbuch über Polymere.

## Schriften
- Sebastian Koltzenburg, Michael Maskos, Oskar Nuyken: Polymere. Synthese, Eigenschaften und Anwendungen, Springer Spektrum 2014